# Александар Ковачевић (шахиста)
Александар Ковачевић  (Нови Сад, 11. фебруар 1974) је српски шаховски велемајстор.

## Шаховска каријера
Александар Ковачевић је дебитоао на Првенству Југославије у шаху 1993. Тренер му је био Драгољуб Велимировић.
Ковачевић је постао интернационални мајстор 1995. а велемајстор 2000. године. Освојио је првенство Југославије у шаху 2001.
Репрезентовао је СР Југославију на три Шаховске Олимпијаде од 2000. до 2004. године, затим Србију на две Олимпијаде (2008 и 2010).
Ковачевић је освојио и следеће шаховске турнире:
- Букурешт (1997)
- Солун (2003)
- Нова Горица (2004)
- Љубљана (2005)
- Нови Сад (2006, 2007 и 2009)
- Ријека (2007)
- Пула (2011 и 2015)
- Сарајево (2013)